# NGC 6270
NGC 6270 ist eine 15 mag helle Balkenspiralgalaxie vom Hubble-Typ SB? im Sternbild Herkules. Sie wurde am 28. Juni 1864 von Albert Marth entdeckt.
Im Gegensatz zur ursprünglichen Positionsangabe verweisen mehrere moderne Kataloge mit einer unerklärlichen Abweichung von fast 20 Bogenminuten auf PGC 95562.

### Marths Position
- NGC 6270. SIMBAD, abgerufen am 17. Juli 2016 (englisch).
- Auke Slotegraaf: NGC 6270. Deep Sky Observer's Companion, abgerufen am 17. Juli 2016 (englisch).

### Moderne Position
- PGC 95562. SIMBAD, abgerufen am 17. Juli 2016 (englisch).
- NGC 6270. DSO Browser, abgerufen am 17. Juli 2016 (englisch).
- Hartmut Frommert: Revised NGC Data for NGC 6270. SEDS, abgerufen am 17. Juli 2016 (englisch).